# Pico Pelado
O Pico Pelado é uma elevação portuguesa de origem vulcânica localizada na freguesia açoriana dos Rosais, concelho de Velas, ilha de São Jorge, arquipélago dos Açores.
Este acidente geológico localiza-se próximo da Ponta dos Rosais e encontra-se intimamente relacionado com maciço montanhoso central da ilha de são Jorge, do qual faz parte. Esta formação geológica localizada a 449 metros de altitude acima do nível do mar apresenta escorrimento pluvial para a costa marítima e teve na sua formação geológica fortes escorrimentos lávicos, bagacinas e piroclásticos muito antigos.